# 异度风景
异度风景（英語：Planescape）是一个龙与地下城游戏战役设定，在1994年由TSR公司推出。和其他的战役设定相比较，异度风景更加关注哲学和信仰问题。

## 设定特点
PlaneScape直译是“位面的风景”，顾名思义，它使用了一个基于位面的宇宙模型，将所有的龙与地下城世界分成了三大部分：主物质位面、内层位面、外层位面。

### 主要位面
- 主物质位面（Material Plane）类似我们平时游戏中常见的世界，但包含了很多常见的战役设定背景，例如“被遗忘的国度”战役设定的托瑞尔，“龙枪”战役设定的克莱恩，“灰鹰”设定的奥斯，“浩劫残阳”的阿塔斯。这些世界之间彼此分离，但也可以借助一些方法相互访问（例如传送门或者魔法船）。
- 过渡位面（Transitive Planes）可以用来作位面旅行。能到达其他位面，以太位面和阴影位面都连接主物质位面，可以通过多种魔法来访问，它们也拥有自己的原住民。
- 内层位面（Inner Planes）是各种元素的所在地，这些元素组成了主物质世界。最主要的六个内层位面分别是：火、空气、水、土、正能量、负能量。这些物质本质相遇的地方就是侧元素位面和准元素位面。空气、水、土、火相互融合的地方就形成了侧元素位面（冰、泥、岩浆、烟）。正负能量位面与空气、水、土、火四个基本元素位面交接的地就方形成了准元素位面（闪电、蒸汽、矿物、光、真空、盐、尘、灰烬）。
- 外层位面（Outer Planes）是精神和信仰的投影，这里也是神明和恶魔、魔鬼的居住地。按照位面的阵营倾向，外层位面被划分成十七个不同的位面，分别是“天堂山（守序善良）”、“双生天堂（守序善良-中立善良）”、“极乐世界（中立善良）”、“兽乡（中立善良-混乱善良）”、“奔放之野（混乱善良）”、“约瑟园（混乱善良-混乱中立）”、“混沌海（混乱中立）”、“喧嚣空隧（混乱中立-混乱邪恶）”、“无底深渊（混乱邪恶）”、“卡瑟利（混乱邪恶-中立邪恶）”、“灰色荒野（中立邪恶）”、“焦炎地狱（中立邪恶-守序邪恶）”、“九层地狱（守序邪恶）”、“修罗场（守序邪恶-守序中立）”、“机械境（守序中立）”、“世外桃源（守序中立-守序善良）”和“外域（绝对中立）”。在外层位面，信念就是力量。
- 半位面（Demiplanes）与所有的普通位面类似，但只有可量度大小和有限通路的异度空间。其他的位面理论上都可以是无限大，可半位面却可能只有几百尺大小。

### 其他位面
在以上三大位面之间，还存在一些其他的位面。其中，主物质位面和内层位面之间是以太位面，而主物质位面又通过星界位面和外层位面连接起来。以太位面和星界位面中也生活着很多生物。

### 印记城
印记城（Sigil）也被称作“万门之城（City of Doors）”。它坐落在外域的无极尖峰（the Spire）之上。这座城市的外形是一个环面，而整座城市就在这个环面的内表面上。在印记城中布满了各种传送门，而这些传送门可以通往多元宇宙的任何一个世界。相反，不使用传送门，就无法进入或离开印记城，所以这座城市也被称作“笼子”。印记城常被视为多元宇宙的中心（虽然这其实与“多元宇宙之中心”定律相悖）。

### 多元宇宙三定律
不同的位面之间差异很大，无论是位面的构成、风格、居民、信仰。但是有三条定律是大部分"存在"（包括类人生物、亡灵、神明等）都认可的，这被称为多元宇宙三定律：多元宇宙之中心、万物归环、万事皆三。

#### 多元宇宙之中心
多元宇宙之中心（The Center of the Multiverse）是说因为多元宇宙是无边无际的，所以多元宇宙没有中心，也可以说任何地方都可以看作是多元宇宙的中心。

#### 万物归环
万物归环（The Unity of Rings）指事物无论是从地理上还是哲学上都是循环的，最终又会返回到起点。

#### 万事皆三
万事皆三（The Rule of Threes）指一切事物总是有三种可能、或者三种情况、或者三种形态。多元宇宙三定律本身也基于这条定律。

## 周边产品

### 小说
《烈火魔尘》：一个疯狂的心灵术士取得了一件神器，可以限制住法师和牧师的力量。
《痛苦之页》：讲述了一个失忆者为了取得记忆而被海神波塞冬利用，向痛苦女士赠送礼物的故事。
《血战三部曲》：包括《血战人质》、《深渊武士》、《位面之力》。讲述了一对被意外卷入血战的恋人的遭遇。

### 游戏
《异域镇魂曲》：这是到目前为止异域风景的唯一一款电脑游戏。

## 现状
1998年，TSR基于市场的考虑而终止了异度风景设定的开发。在很多热心玩家的要求下，收购了TSR的威世智公司于2001年和2005年先后推出了基于龙与地下城3版规则的《位面手册》和3.5版的《位面生物手册》。